# Jakob Kaschauer

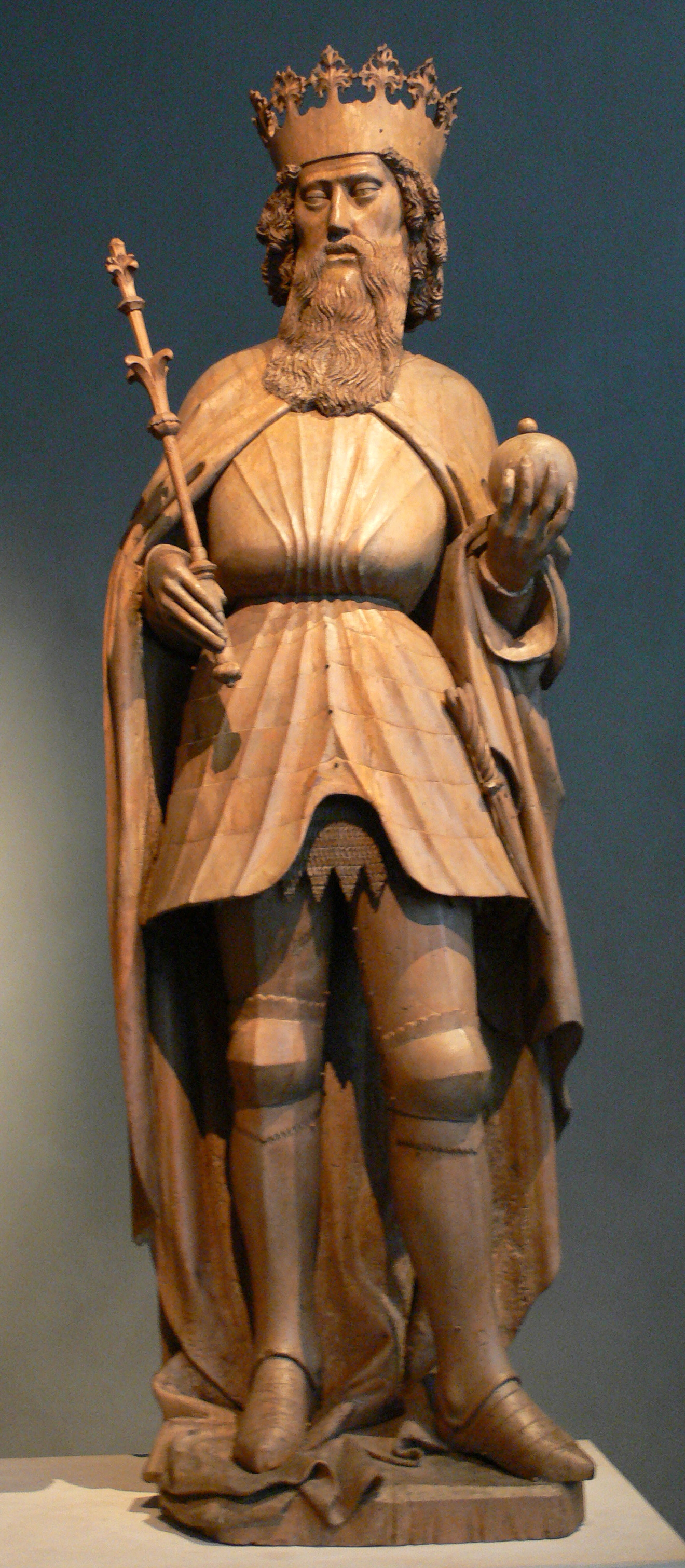
Figuur van Sint-Sigismund van het hoogaltaarstuk van de kathedraal van Freising, geschonken door bisschop Nikodemus della Scala in 1443, gemaakt door Jakob Kaschauer; Lindenhout

Jakob Kaschauer (Košice, ca. 1400 – Wenen, maart/augustus 1463) was een schilder en beeldhouwer die in Wenen werkte, in zijn latere leven aan het keizerlijk hof van Frederick III. Kaschauer zou een belangrijk productieatelier geleid hebben dat in Wenen gevestigd was. Van het werk van Kaschauer is nauwelijks iets bewaard gebleven; als voorbeelden gelden zijn Moeder Gods en de H. Corbinianus in het altaar van Freising van rond 1443. 

## Levensloop
Het werk van Jakob Kaschauer gaat terug tot 1429 in de werkplaats van de Stephansdom in Wenen. Kaschauer had een schilder-, beeldhouwer- en glasschilderwerkplaats in Wenen.
De prins-bisschop van Freising, Nicodemus della Scala, had Kaschauer de opdracht gegeven figuren te snijden voor een hoogaltaar dat hij in 1443 schonk aan de kathedraal van Freising. Het beeld Moeder Gods en de figuur van Sint Corbinianus (beide tegenwoordig in het Beiers Nationaal Museum in München), de figuur van Sint Sigismund (in bruikleen van het Staatsmuseum Württemberg in het Beiers Nationaal Museum) en een schenkerfiguur (in bruikleen van het Domberg Museum in Freising in het Beiers Nationaal Museum).
Van 1445 tot 1448 maakte Jakob Kaschauer de panelen voor het hoofdaltaar in de Sint-Michaëlkerk in Wenen.
Frederik III was vanaf 1440 Romeins-Duitse koning en vanaf 1452 keizer van het Heilige Roomse Rijk en breidde vanaf 1440 Wiener Neustadt uit tot zijn residentie en trok kunstenaars als Jakob Kaschauer, Peter von Pusica en Nikolaus Gerhaert aan.
Kaschauer was getrouwd met Margareta Hirschvogel uit Neurenberg († 1480) en werd begraven in de crypte van de Weense Sint-Michaëlkerk.
In 1953 werd de Kaschauerplatz in Wenen-Donaustadt (22e district) naar hem vernoemd.

## Werken
De volgende werken kunnen aan Jakob Kaschauer of zijn atelier worden toegeschreven:
- Albrechtaltaar, hoogaltaar van de Karmelietenkerk, glas-in-lood, Am Hof, 1436, Wenen
- Hoofdaltaar van de kerk in Freising
- Hoofdaltaar, kerk van St. Michaelerkirche, 1445-1449, Wenen
- De kroning van de Maagd Maria (fragment), Bode Museum, Berlijn
- Sint Anna de Derde, Wallfahrtskirche Annaberg bij Sankt Pölten
- Madonna op de halve maan, privécollectie, Wenen
- Stenen beeld van hertog Frederik V., kapel van St. George in Wenen (vóór 1452)
- Stenen beeld van de Madonna, Württembergischen Landesmuseum Stuttgart
- Standbeeld van Madonna bij de fontein, Mariazell (waarschijnlijk uit atelier van Jakob Kaschauer)
- Gekroonde Sint Peter als Paus, Museum Mittelalterlicher Österreichischer Kunst, Wenen (waarschijnlijk uit atelier van Jakob Kaschauer)
- Moeder Gods, oorspronkelijk Purgstall (Niederösterreich), nu Metropolitan Museum of Art, New York